# Podolaspis
Podolaspis é um gênero extinto de peixes  pteraspidiformes heterostraci que existiu no período Devoniano. Foi descrito originalmente em 1931 por Zych, contendo as espécies P. lerichei e P. danieli.